# NGC 7416
NGC 7416 (другие обозначения — PGC 70025, MCG-1-58-4) — спиральная галактика с перемычкой (SBb) в созвездии Водолей.
Этот объект входит в число перечисленных в оригинальной редакции «Нового общего каталога».
Галактика наблюдается с ребра и в ней заметно искривление тонкого диска. Оно вероятно вызвано гравитационным взаимодействием галактики в группе.